# Механик Воронков (теплоход)
«Механик Воронков» — нефтеналивной танкер класса «река-море», предназначенный для перевозки сырой нефти и нефтепродуктов. Является одним из трех судов («Механик Воронков», «Григорий Бугров» и «Волго-нефть 228») проектов 1577/550А, полностью приведенных к международным требованиям по экологической безопасности.
Теплоход проекта 1577 был заложен 15 ноября 1970 года и построен 20 мая 1971 года на Волгоградском судоремонтно-судостроительном заводе. Первоначально назывался «Волгонефть-86М», затем — «Волгонефть-221», в настоящее время носит имя «Механик Воронков» и находится в эксплуатации, судовладелец — ОАО «Морчартеринг».
В 2010 году «Механик Воронков» проходил ремонт на ОАО «ССРЗ "Мидель"».
В 2014 году во время захода в камеру № 1 Кочетовского гидроузла Азово-Донского канала танкер навалил на нижнюю правую створку ворот, в результате чего были повреждены две отбойные рамы. Судно повреждений не получило.
В 2015 году при следовании по Азово-Донскому каналу из порта Азов в порт Ейск теплоход порывами ветра отнесло на мель. Судно повреждений не получило, нефтепродукты не разлились, судоходство в канале не нарушилось. C помощью двух буксиров танкер был снят с мели.

## Особенности конструкции
За счет применения стальных элементов из стали повышенной прочности с толщиной 5—7 мм удалось минимизировать массу корпуса танкера и увеличить его грузоподъемность в реке за счет снижения эксплуатационного ресурса судна, обеспечивавшего 20-тилетнюю эксплуатацию без ремонта в классе «М», 10—20 лет в классе «М-ПР» и 5—10 лет в классе «М-СП». «Волгонефти» не отвечают требованиям класса «М-СП 2,5» и с трудом отвечают требованиям класса «М-ПР 2,5» без подкреплений накладными полосами по палубе и днищу. Результатом использования тонких элементов корпуса, в частности палубы, является интенсивный коррозионный износ конструкций, появлению гофрировок по борту («худая лошадь») и пр. Существенным конструктивным недостатком, как и у всех танкеров этого типа, связанных с отсутствием опыта проектирования судов из стали повышенной прочности, стал резкий переход в носовой и кормовой оконечностях от стали повышенной прочности к обычной стали и с уменьшением при этом толщины палубы и обшивки от 8 мм до 6 мм.
Для устранения этих недостатков корпус танкера в средней части был изготовлен заново на Рыбинском судостроительном заводе в 2004 году с измененной геометрией, с некоторым запасом удовлетворяющий требованиям класса IIСП; в средней части теперь находятся не две, а четыре группы балластных танков, что облегчает положение танкера в случае аварийной ситуации.